# Isselita
La isselita és un mineral de la classe dels sulfats. Rep el nom en honor d'Arturo Issel (11 d’abril de 1842, Gènova, Itàlia - 27 de novembre de 1922, Gènova, Itàlia) per la seva tasca pionera sobre la geologia, paleontologia i mineralogia d’Itàlia, amb una referència especial a Ligúria. Va ser professor de Geologia i Mineralogia a la Universitat de Gènova a partir del 1866 i Director de l'Institut de Geologia i del Museu Geològic fins al 1917.

## Característiques
La isselita és un sulfat de fórmula química Cu₆(SO₄)(OH)10·5H₂O. Va ser aprovada com a espècie vàlida per l'Associació Mineralògica Internacional l'any 2019, sent publicada per primera vegada el 2020. Cristal·litza en el sistema ortoròmbic. És l'anàleg de coure de la guarinoïta en termes de química, trobant-se relacionada també químicament amb la montetrisaïta i la redgillita.

## Formació i jaciments
Va ser descoberta a la mina Lagoscuro, situada al municipi de Ceranesi, dins la província de Gènova (Ligúria, Itàlia), on es troba en forma d'esprais de cristalls aciculars blaus, de fins a 0,1 mm de llargada. Aquesta mina italiana és l'únic indret de tot el planeta on ha estat descrita aquesta espècie mineral.